# Patricia Krenwinkel
Patricia Dianne Krenwinkel, née le 3 décembre 1947 à Los Angeles, est une meurtrière américaine qui est incarcérée en Californie pour sa participation, ainsi que Charles Manson et d'autres membres de la « famille Manson », dans une série de meurtres commis en 1969, parmi lesquels figurent ceux de Sharon Tate et de Leno et Rosemary LaBianca.
Son implication a été reconnue, notamment grâce à ses empreintes digitales trouvées au domicile de Sharon Tate, et elle fut condamnée à mort, sentence plus tard commuée en prison à perpétuité. Elle est emprisonnée avec Leslie Van Houten à l’institution de Californie pour femme à Chino. 

## Dans la culture populaire
Leslie Grossman l'interprète dans la saison 7 d'American Horror Story. En 2018, Sosie Bacon l'interprète dans le film Charlie Says de Mary Harron. Elle est interprétée par Madisen Beaty dans la série télévisée Aquarius en 2016 et dans le film Once Upon a Time… in Hollywood de Quentin Tarantino en 2019.